# Пятчема
Пятчема — река в России, протекает по Ловозерскому району Мурманской области. Длина реки составляет 68 км, площадь водосборного бассейна 777 км².
Начинается в ущелье Каменистое к югу от одноимённого ему озера и к западу от горы Вальурта на южном склоне возвышенности Кейвы. Течёт в южном направлении по холмистой, частично заболоченной, частично поросшей берёзой и сосной тундре. В верховьях сильно порожиста. У озера Пятчемское входит в область болот и течёт по ним до своего устья мимо озёр Макаровское, Каменистое. Устье реки находится в 256 км по левому берегу реки Поной на высоте около 148 метров над уровнем моря. В низовьях от Пятчемы отделяется справа протока, впадающая в Поной.

## Притоки
- 18 км: Николай-Ю[5] (лв)
- 35 км: Трубешор-Пятчемский[5] (пр)
- 47 км: Западная Пятчема[5] (пр)
- Восточная Пятчема[5] (лв)

## Данные водного реестра
По данным государственного водного реестра России относится к Баренцево-Беломорскому бассейновому округу, водохозяйственный участок реки — река Поной. Речной бассейн реки — бассейны рек Кольского полуострова и Карелии, впадает в Белое море.
Код объекта в государственном водном реестре — 02020000112101000006060.